# 22978 Nyrola
22978 Nyrola è un asteroide della fascia principale. Scoperto nel 1999, presenta un'orbita caratterizzata da un semiasse maggiore pari a 2,6729608 UA e da un'eccentricità di 0,1869688, inclinata di 11,30279° rispetto all'eclittica.
Dal 9 maggio al 5 luglio 2001, quando 23990 Springsteen ricevette la denominazione ufficiale, è stato l'asteroide denominato con il più alto numero ordinale. Prima della sua denominazione, il primato era di 20952 Tydeus.
L'asteroide è dedicato alla località finlandese di Nyrölä presso cui ha sede l'osservatorio autore della scoperta.